# Albert Bushnell Hart
Albert Bushnell Hart (Clarksville, 1 de julho de 1854 - Boston, 16 de junho de 1943) foi um historiador estadunidense.

## Biografia
Filho do físico Albert Gaillard Hart, um abolicionista, e de Mary Crosby Hornall, Hart cresceu e estudou no contexto da Guerra Civil e da Reconstrução. Em sua vida adulta, Hart frequentemente falou sobre sua posição contrário à escravidão e a favor da União, e como ela ajudou a formar o seu senso de moralidade civil e seu entendimento básico da história nacional. Hart recebeu seu PhD em História pela Universidade de Friburgo, na Alemanha, retornando para os Estados Unidos para lecionar na Universidade Harvard, onde permaneceu até 1926. Entre seus alunos, estão incluídos Franklin Delano Roosevelt e W. E. B. Du Bois. Seu projeto mais destacado a monumental obra The American Nation: A History from Original Sources by Associated Scholars, publicada em 28 volumes entre 1904 e 1918. Hart é considerado um dos mais importantes historiadores norte-americanos no período entre 1880 e 1940.

## Obras
- 1890 - Introdução ao Estudo do Governo Federal (Introduction to the Study of Federal Government)
- 1891 - Por que o Sul foi Derrotado na Guerra Civil (Why the South Was Defeated in the Civil War)
- 1891 - Mapas de época, Ilustrando a História Americana (Epoch Maps, Illustrating American History)
- 1891-3 - Épocas da História Americana (Epochs of American History, coautoria de Reuben Gold Thwaites e Woodrow Wilson)
- 1893 - Ensaios práticos sobre o Governo Americano(Practical Essays on American Government)
- 1895 - Estudos em Educação Americana (Studies in American Education)
- 1897 - Guia para o Estudo da História Americana (Guide to the Study of American History, coautoria de Edward Channing)
- 1901 - Fundamentos da Política Externa Americana (Foundations of American Foreign Policy)
- 1903 - Governo Atual (Actual Government)
- 1906 - Escravidão e Abolição (Slavery and Abolition )
- 1907 - Ideais Nacionais Traçados Historicamente (National Ideals Historically Traced)
- 1908 - Manual de História, Diplomacia e Governo Americano. (Manual of American History, Diplomacy, and Government)
- 1909 - Imaginação na História (Imagination in History)
- 1910 - O Sul do Sul (The Southern South)
- 1910 - Formação da União (Formation of the Union)
- 1911 - O Oriente Óbvio (The Obvious Orient)
- 1914 - A Guerra na Europa (The War in Europe)
- 1916 - A Doutrina Monroe: Uma Interpretação (The Monroe Doctrine: An Interpretation)
- 1917 - Nova História Americana (New American History)
- 1917 - História Acadêmica nos Estados Unidos (School History of the United States)
- 1917 - America em Guerra (America at War)
- 1920 - Causas da Guerra (Causes of the War )
- 1923 - Nós e Nossa História (We and Our History)